# Davies Nkausu
Davies Nkausu (Lusaka, 1986. január 1. –) zambiai válogatott labdarúgó, jelenleg a Bloemfontein Celtic játékosa.

## Sikerei, díjai
SuperSport United
- Dél-afrikai bajnok (2): 2007–08, 2008–09, 2009–10

Zambia
- Afrikai nemzetek kupája (1): 2012